# Fernando Wood
Pour les articles homonymes, voir Wood.
 (octobre 2017).
Si vous disposez d'ouvrages ou d'articles de référence ou si vous connaissez des sites web de qualité traitant du thème abordé ici, merci de compléter l'article en donnant les références utiles à sa vérifiabilité et en les liant à la section « Notes et références ».
Fernando Wood (14 juin 1812 - 14 février 1881) était un homme politique américain membre du parti démocrate qui fut deux fois maire de New York, de 1855 à 1858 (73e maire) et de 1860 à 1862 (75e maire). Il fut une personnalité politique de premier plan du fait de son rôle essentiel auprès du Tammany Hall, institution démocrate très influente à New York et dont il fut « Grand Sachem ». Il fut également connu du fait de son engagement du côté des États du Sud lors de la Guerre de Sécession, alors même qu'Abraham Lincoln contrôlait les États de l'Union. Malgré tout, il ne parvint pas à sortir New York du conflit, et les new-yorkais s'engagèrent au contraire en faveur de l'Union, soutenue par la presse et les grandes figures politiques de la ville.
Il fut également membre de la Chambre des représentants durant les périodes 1841–1843, 1863–1865 et 1867–1881.